# Bomba kierowana
Bomba kierowana (ang. Guided Bomb Unit) – bomba lotnicza wyposażona w stery i system kierowania, dzięki czemu możliwa jest zmiana toru lotu i precyzyjne naprowadzenie na cel. Bomba kierowana może być naprowadzana telewizyjnie, termowizyjnie, laserowo, inercyjnie, lub przy pomocy systemu GPS. Bomby kierowane czasami wyposażane są w stateczniki o dużej rozpiętości lub rozkładane skrzydła, co zwiększa ich zasięg.

## Przykładowe bomby kierowane
- GBU-12
- GBU-15
- GBU-27

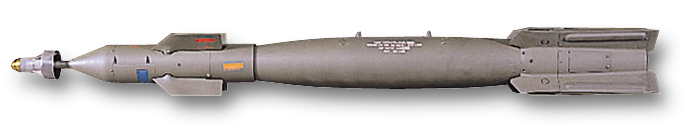
Amerykańska bomba kierowana GBU-12 naprowadzana laserowo

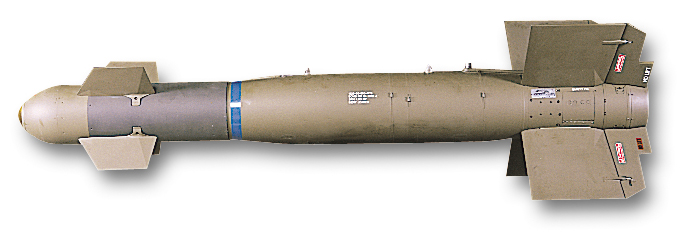
Amerykańska bomba kierowana GBU-15 naprowadzana telewizyjnie lub termowizyjnie

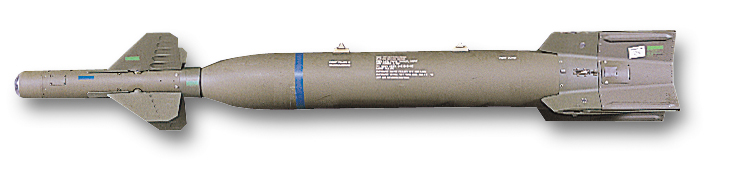
Amerykańska bomba kierowana GBU-27 naprowadzana laserowo

- KAB-500 rozmaitych typów naprowadzania